# Camptoloma
Camptoloma, biljni rod iz porodice Scrophulariaceae (strupnikovke), dio je tribusa Limoselleae, potporodica Scrophularioideae.
Postoje 3 priznate vrste po dijelovima Afrike (Namibija, Angola, Somalija), Makaronezije (Kanarski otoci) i jugu Arapskog poluotoka (Jemen);

## Opis
To su jednogodišnje biljke, polugrmovi i grmovi.

## Vrste
1. Camptoloma canariense (Webb & Berthel.) Hilliard
2. Camptoloma lyperiiflorum (Vatke) Hilliard
3. Camptoloma rotundifolium Benth.; tipična